# Tangpeng
Tangpeng (kinesiska: 塘蓬) är en köping i sydöstra Kina. Den ligger i Lianjiang i staden Zhanjiang i provinsen Guangdong, omkring 360 kilometer sydväst om provinshuvudstaden Guangzhou. Antalet invånare är 69 652. Befolkningen består av 31 803 kvinnor och 37 849 män. Barn under 15 år utgör 29,0 %, vuxna 15-64 år 61 %, och äldre över 65 år 9,0 %.